# Xian de Tonghe
Le xian de Tonghe (通河县 ; pinyin : Tōnghé Xiàn) est un district administratif de la province du Heilongjiang en Chine. Il est placé sous la juridiction de la ville sous-provinciale de Harbin.

## Démographie
La population du district était de 234 662 habitants en 1999.